# Emil Hegle Svendsen

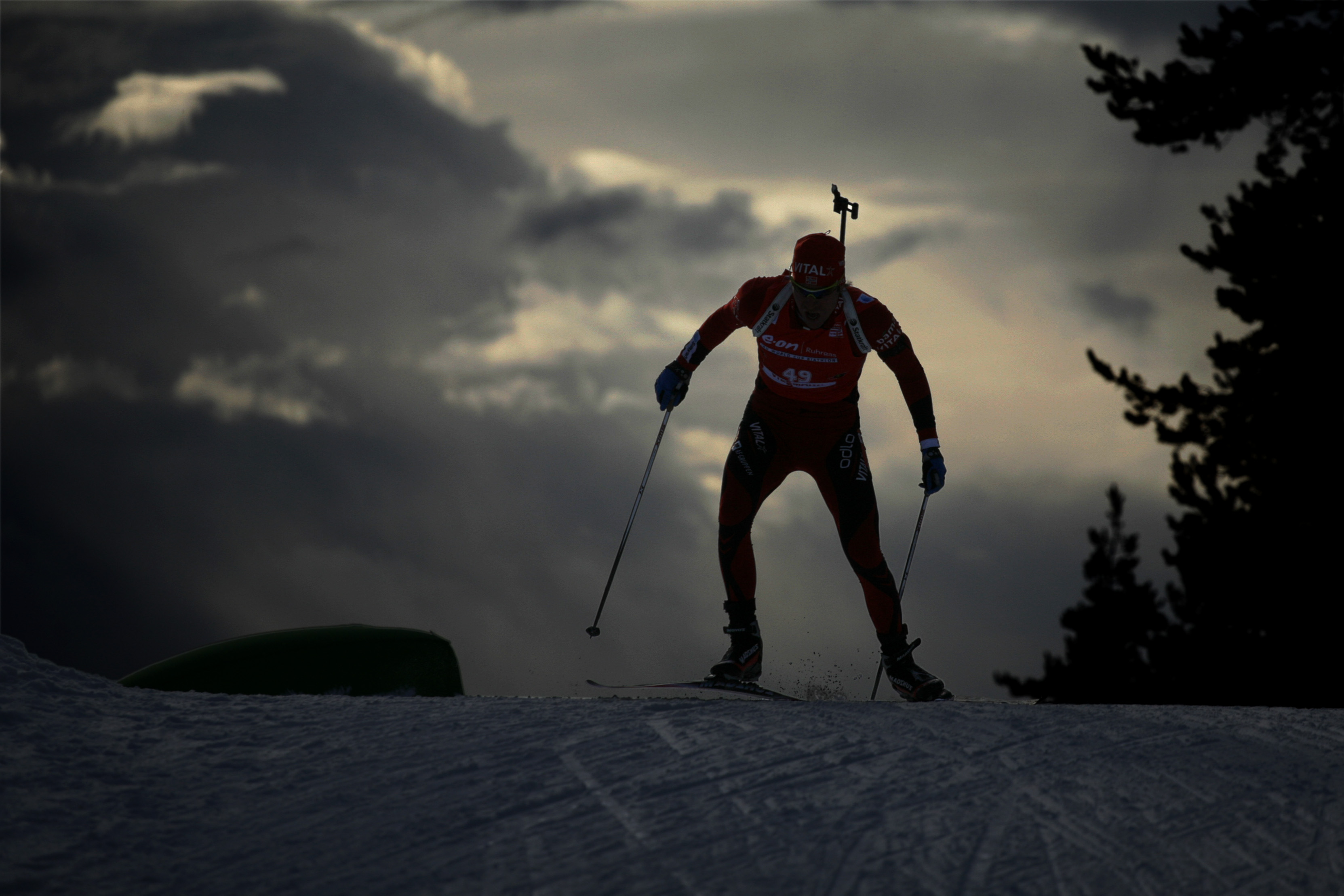
Svendsen tijdens de 10 km sprint in Kontiolahti (2010).

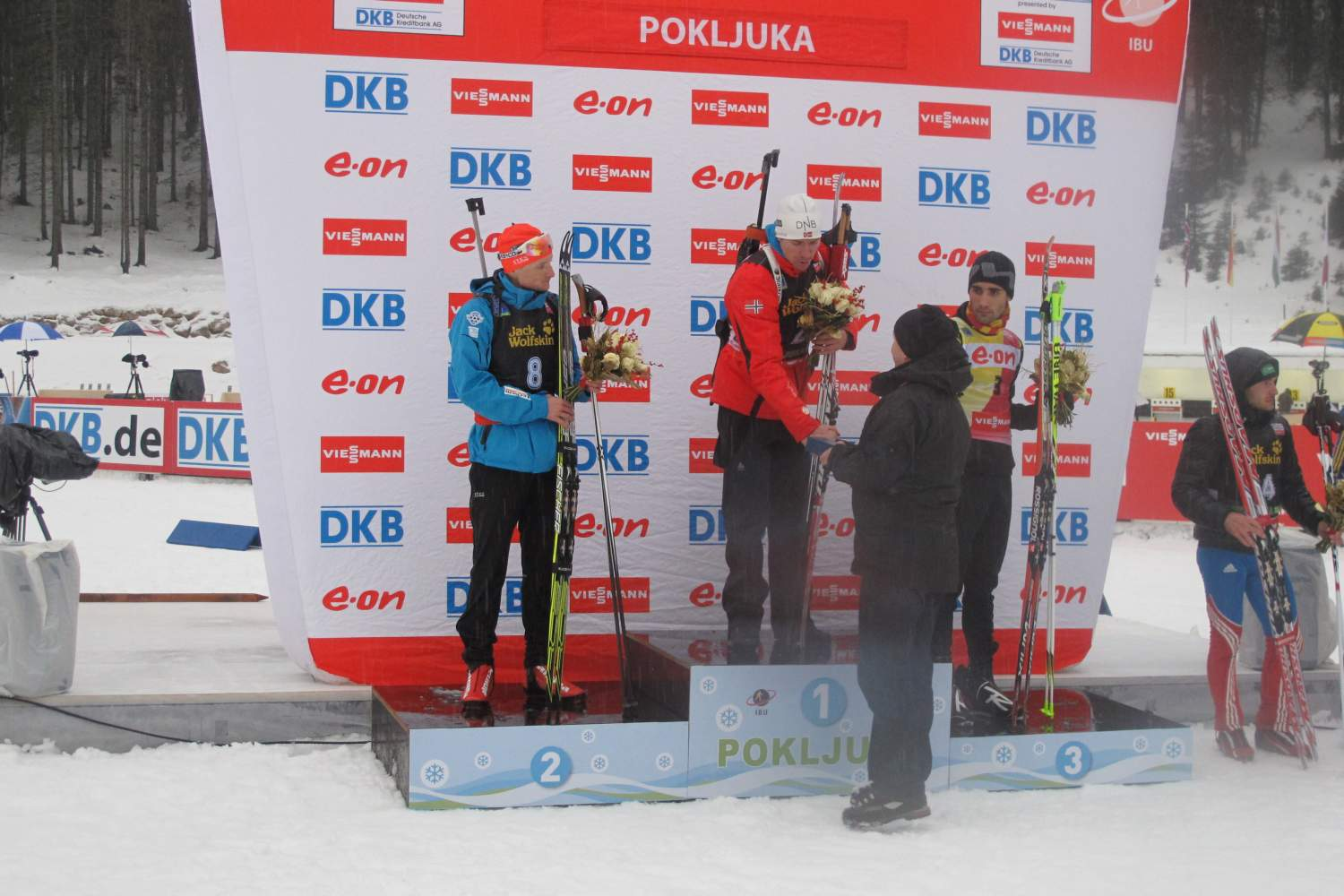
Svendsen op het podium geflankeerd door Ondřej Moravec (links) en Martin Fourcade (rechts).

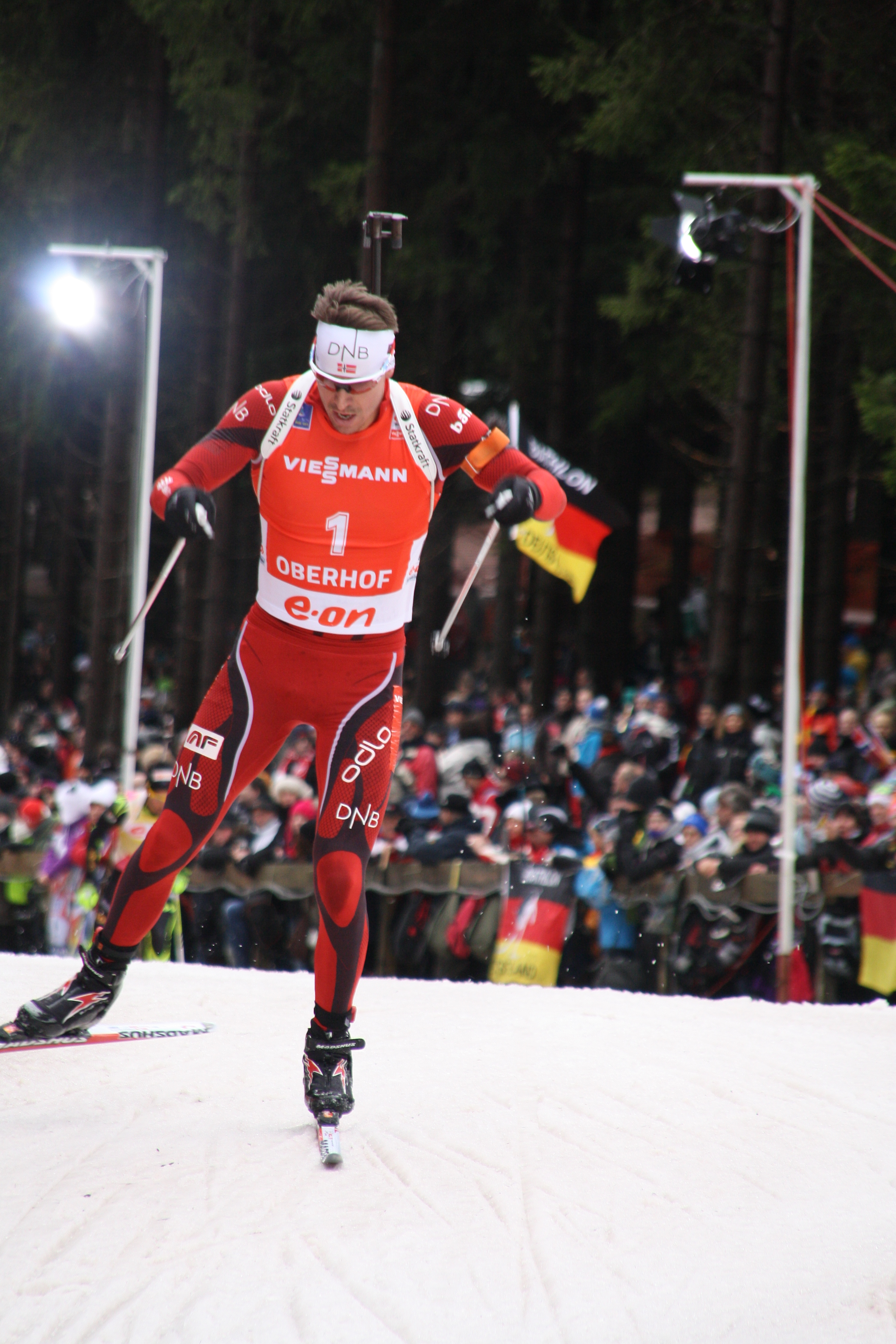
Svendsen tijdens een achtervolgings wedstrijd in Oberhof (2014).

Emil Hegle Svendsen (Trondheim, 12 juli 1985) is een Noors voormalig biatleet. Hij vertegenwoordigde zijn vaderland op de Olympische Winterspelen van 2006, 2010, 2014 en 2018. In totaal behaalde hij hierbij vier gouden en één zilveren medaille, daarnaast is Svendsen elfvoudig wereldkampioen.

## Carrière
Svendsen maakte zijn wereldbekerdebuut op 15 december 2005 in Osrblie, een dag later scoorde hij met een vijfde plaats zijn eerste wereldbekerpunten. Tijdens de Olympische Winterspelen van 2006 in Turijn eindigde de Noor als zesde op de 15 kilometer massastart.
In januari 2007 stond Svendsen in Ruhpolding voor de eerste maal in zijn carrière op het podium van een wereldbekerwedstrijd. Op de wereldkampioenschappen biatlon 2007 in Antholz eindigde hij als zevende op de 10 kilometer sprint en als vijfde op de 12,5 kilometer achtervolging. Op de gemengde estafette veroverde hij samen met Tora Berger, Jori Mørkve en Frode Andresen de bronzen medaille.
Op 13 december 2007 boekte de Noor in Pokljuka, op de 20 kilometer, zijn eerste wereldbekerzege. In Östersund nam Svendsen deel aan de wereldkampioenschappen biatlon 2008. Op dit toernooi werd hij wereldkampioen op de 20 kilometer individueel en de 15 kilometer massastart, telkens voor zijn illustere landgenoot Ole Einar Bjørndalen, dat leverde hem de bijnaam de Noorse kroonprins op. Daarnaast eindigde hij in Östersund als twaalfde op zowel de 10 kilometer sprint als de 12,5 kilometer achtervolging, op de estafette sleepte hij samen met Rune Bratsveen, Halvard Hanevold en Ole Einar Bjørndalen de zilveren medaille in de wacht.
Op de wereldkampioenschappen biatlon 2009 in Pyeongchang eindigde de Noor als twaalfde op de 15 kilometer massastart, samen met Lars Berger, Halvard Hanevold en Ole Einar Bjørndalen werd hij wereldkampioen op de estafette.
Tijdens de Olympische Winterspelen van 2010 in Vancouver veroverde Svendsen olympisch goud op de 20 kilometer individueel. Daarnaast legde hij, op de 10 kilometer sprint, beslag op de zilveren medaille en eindigde hij als achtste op de 12,5 kilometer achtervolging en als dertiende op de 15 kilometer massastart. Op de estafette werd hij samen met Halvard Hanevold, Tarjei Bø en Ole Einar Bjørndalen olympisch kampioen. Aan het eind van het seizoen 2009/2010 behaalde hij de eindzege in het algemene wereldbekerklassement.
Op de wereldkampioenschappen biatlon 2011 in Chanty-Mansiejsk sleepte de Noor de wereldtitel in de wacht op de 15 kilometer massastart, daarnaast behaalde hij de zilveren medaille op de 12,5 kilometer achtervolging en eindigde hij als vierde op de 20 kilometer individueel en als vijfde op de 10 kilometer sprint. Samen met Ole Einar Bjørndalen, Alexander Os en Tarjei Bø werd hij wereldkampioen op de estafette.
In Ruhpolding nam Svendsen deel aan de wereldkampioenschappen biatlon 2012. Op dit toernooi sleepte hij de zilveren medaille in de wacht op de 10 kilometer sprint, daarnaast eindigde hij als vijfde op de 12,5 kilometer achtervolging, als achtste op de 20 kilometer individueel en als achttiende op de 15 kilometer massastart. Op de estafette veroverde hij samen met Ole Einar Bjørndalen, Rune Bratsveen en Tarjei Bø de wereldtitel, samen met Tora Berger, Synnøve Solemdal en Ole Einar Bjørndalen werd hij wereldkampioen op de gemengde estafette.
Op de wereldkampioenschappen biatlon 2013 in Nové Město na Moravě werd de Noor wereldkampioen op zowel de 10 kilometer sprint als de 12,5 kilometer achtervolging, op de 15 kilometer massastart sleepte hij de bronzen medaille in de wacht. Op de estafette veroverde hij samen met Ole Einar Bjørndalen, Henrik L'Abée-Lund en Tarjei Bø opnieuw de wereldtitel, samen met Tora Berger, Synnøve Solemdal en Tarjei Bø werd hij opnieuw wereldkampioen op de gemengde estafette.
Tijdens de Olympische Winterspelen van 2014 in Sotsji veroverde Svendsen de gouden medaille op de 15 kilometer massastart, daarnaast eindigde hij als zevende op zowel de 20 kilometer individueel als de 12,5 kilometer achtervolging en als negende op de 10 kilometer sprint. Op de estafette eindigde hij samen met Tarjei Bø, Johannes Thingnes Bø en Ole Einar Bjørndalen op de vierde plaats, samen met Tora Berger, Tiril Eckhoff en Ole Einar Bjørndalen werd hij de eerste olympisch kampioen op de gemengde estafette.
Op de 2015 in Kontiolahti behaalde Svendsen een zilveren medaille op de 20 km individueel. Samen met Ole Einar Bjørndalen, Tarjei Bø en Johannes Thingnes Bø behaalde Svendsen ook zil ver in het estafettenummer.

## Resultaten

### Olympische Winterspelen
| Jaar | Plaats    | Resultaten |
| ---- | --------- | --- |
| 2006 | Turijn    | 6e 15 km massastart |
| 2010 | Vancouver | 20 km individueel · 10 km sprint · 8e 12,5 km achtervolging · 13e 15 km massastart · 4x7,5 km estafette                           |
| 2014 | Sotsji    | 7e 20 km individueel · 9e 10 km sprint · 7e 12,5 km achtervolging · 15 km massastart · 4e 4x7,5 km estafette · Gemengde estafette |

### Wereldkampioenschappen
| Jaar | Plaats           | Resultaten |
| ---- | ---------------- | --- |
| 2007 | Antholz          | 7e 10 km sprint · 5e 12,5 km achtervolging · Gemengde estafette                                                                 |
| 2008 | Östersund        | 20 km individueel · 12e 10 km sprint · 12e 12,5 km achtervolging · 15 km massastart · 4x7,5 km estafette                        |
| 2009 | Pyeongchang      | 12e 15 km massastart · 4x7,5 km estafette                                                                                       |
| 2011 | Chanty-Mansiejsk | 4e 20 km individueel · 5e 10 km sprint · 12,5 km achtervolging · 15 km massastart · 4x7,5 km estafette                          |
| 2012 | Ruhpolding       | 8e 20 km individueel · 10 km sprint · 5e 12,5 km achtervolging · 18e 15 km massastart · 4x7,5 km estafette · Gemengde estafette |
| 2013 | Nové Město       | 10 km sprint · 12,5 km achtervolging · 15 km massastart · 4x7,5 km estafette · Gemengde estafette                               |
| 2015 | Kontiolahti      | 20 km individueel · 4x7,5 km estafette · 15e 15 km massastart · 19e 12,5 km achtervolging · 36e 10 km sprint                    |

### Wereldkampioenschappen junioren
| Jaar | Plaats              | Resultaten                                                                               |
| ---- | ------------------- | ---------------------------------------------------------------------------------------- |
| 2002 | Ridnaun-Val Ridanna | 18e 12,5 km individueel 13e 7,5 km sprint 13e 10 km achtervolging 11e 3x7,5 km estafette |
| 2003 | Kościelisko         | 12,5 km individueel · 7e 7,5 km sprint · 10 km achtervolging · 4e 4x7,5 km estafette     |
| 2004 | Haute Maurienne     | 14e 12,5 km individueel · 6e 7,5 km sprint · 10 km achtervolging · 3x7,5 km estafette    |
| 2005 | Kontiolahti         | 12,5 km individueel · 10 km sprint · 10 km achtervolging · 10e 4x7,5 km estafette        |

### Wereldbeker
Eindklasseringen
| Seizoen   | Algemeen | Individueel | Sprint | Achtervolging | Massastart |
| --------- | -------- | ----------- | ------ | ------------- | ---------- |
| 2005/2006 | 22e      | -           | 21e    | 32e           | 7e         |
| 2006/2007 | 17e      | -           | 14e    | 11e           | 18e        |
| 2007/2008 | Brons    | Zilver      | Brons  | 6e            | 5e         |
| 2008/2009 | Brons    | 14e         | Brons  | Zilver        | 7e         |
| 2009/2010 | Goud     | Brons       | Goud   | 8e            | Zilver     |
| 2010/2011 | Zilver   | Goud        | Zilver | Brons         | Goud       |
| 2011/2012 | Zilver   | Brons       | Zilver | Zilver        | Zilver     |
| 2012/2013 | Zilver   | 25e         | Zilver | Zilver        | Zilver     |
| 2013/2014 | Zilver   | Goud        | 6e     | 7e            | Brons      |
| 2014/2015 | 9e       | Brons       | 18e    | 6e            | 15e        |
| 2015/2016 | 10e      | 15e         | 14e    | 7e            | 15e        |
| 2016/2017 | 7e       | 49e         | Brons  | 5e            | 12e        |
| 2017/2018 | 24e      | 15e         | 24e    | 20e           | 29e        |

Wereldbekerzeges
| Nr.         | Datum             | Plaats                | Onderdeel             |             |
| Individueel | Individueel       | Individueel           | Individueel           | Individueel |
| ----------- | ----------------- | --------------------- | --------------------- | ----------- |
| 1.          | 13 december 2007  | Pokljuka              | 20 km individueel     |             |
| 2.          | 14 februari 2008  | Östersund (WK)        | 20 km individueel     |             |
| 3.          | 17 februari 2008  | Östersund (WK)        | 15 km massastart      |             |
| 4.          | 27 februari 2008  | Pyeongchang           | 10 km sprint          |             |
| 5.          | 8 maart 2008      | Chanty-Mansiejsk      | 12,5 km achtervolging |             |
| 6.          | 13 maart 2008     | Oslo                  | 10 km sprint          |             |
| 7.          | 6 december 2008   | Östersund             | 10 km sprint          |             |
| 8.          | 12 december 2008  | Hochfilzen            | 10 km sprint          |             |
| 9.          | 13 december 2008  | Hochfilzen            | 12,5 km achtervolging |             |
| 10.         | 23 januari 2009   | Antholz               | 10 km sprint          |             |
| 11.         | 28 maart 2009     | Chanty-Mansiejsk      | 12,5 km achtervolging |             |
| 12.         | 3 december 2009   | Östersund             | 20 km individueel     |             |
| 13.         | 12 december 2009  | Hochfilzen            | 12,5 km achtervolging |             |
| 14.         | 14 januari 2010   | Ruhpolding            | 10 km sprint          |             |
| 15.         | 16 januari 2010   | Ruhpolding            | 15 km massastart      |             |
| 16.         | 18 februari 2010  | Vancouver (OS)        | 20 km individueel     |             |
| 17.         | 2 december 2010   | Östersund             | 20 km individueel     |             |
| 18.         | 4 december 2010   | Östersund             | 10 km sprint          |             |
| 19.         | 12 januari 2011   | Ruhpolding            | 20 km individueel     |             |
| 20.         | 10 februari 2011  | Fort Kent             | 10 km sprint          |             |
| 21.         | 12 februari 2011  | Fort Kent             | 12,5 km achtervolging |             |
| 22.         | 12 maart 2011     | Chanty-Mansiejsk (WK) | 15 km massastart      |             |
| 23.         | 19 maart 2011     | Oslo                  | 12,5 km achtervolging |             |
| 24.         | 20 maart 2011     | Oslo                  | 15 km massastart      |             |
| 25.         | 10 december 2011  | Hochfilzen            | 12,5 km achtervolging |             |
| 26.         | 14 januari 2012   | Nové Město            | 10 km sprint          |             |
| 27.         | 5 februari 2012   | Oslo                  | 15 km massastart      |             |
| 28.         | 18 maart 2012     | Chanty-Mansiejsk      | 15 km massastart      |             |
| 29.         | 15 december 2012  | Pokljuka              | 12,5 km achtervolging |             |
| 30.         | 9 februari 2013   | Nové Město (WK)       | 10 km sprint          |             |
| 31.         | 10 februari 2013  | Nové Město (WK)       | 12,5 km achtervolging |             |
| 32.         | 3 januari 2014    | Oberhof               | 10 km sprint          |             |
| 33.         | 4 januari 2014    | Oberhof               | 12,5 km achtervolging |             |
| 34.         | 11 januari 2014   | Ruhpolding            | 20 km individueel     |             |
| 35.         | 12 januari 2014   | Ruhpolding            | 12,5 km achtervolging |             |
| 36.         | 3 december 2014   | Östersund             | 20 km individueel     |             |
| 37.         | 20 december 2014  | Pokljuka              | 12,5 km achtervolging |             |
| Estafettes  |                   |                       |                       |             |
| 1.          | 17. december 2006 | Hochfilzen            | 4x7,5 km estafette    |             |
| 2.          | 11. januari 2007  | Ruhpolding            | 4x7,5 km estafette    |             |
| 3.          | 9. december 2007  | Hochfilzen            | 4x7,5 km estafette    |             |
| 4.          | 4. januari 2008   | Oberhof               | 4x7,5 km estafette    |             |
| 5.          | 10. januari 2008  | Ruhpolding            | 4x7,5 km estafette    |             |
| 6.          | 15. januari 2009  | Ruhpolding            | 4x7,5 km estafette    |             |
| 7.          | 22. februari 2009 | Pyeongchang (WK)      | 4x7,5 km estafette    |             |
| 8.          | 7. januari 2010   | Oberhof               | 4x7,5 km estafette    |             |
| 9.          | 26. februari 2010 | Vancouver (OS)        | 4x7,5 km estafette    |             |
| 10.         | 12. december 2010 | Hochfilzen            | 4x7,5 km estafette    |             |
| 11.         | 11. maart 2011    | Chanty-Mansiejsk (WK) | 4x7,5 km estafette    |             |
| 12.         | 11. december 2011 | Hochfilzen            | 4x7,5 km estafette    |             |
| 13.         | 1. maart 2012     | Ruhpolding (WK)       | Gemengde estafette    |             |
| 14.         | 9. maart 2012     | Ruhpolding (WK)       | 4x7,5 km estafette    |             |
| 15.         | 7. februari 2013  | Nové Město (WK)       | Gemengde estafette    |             |
| 16.         | 16. februari 2013 | Nové Město (WK)       | 4x7,5 km estafette    |             |
| 17.         | 7. december 2013  | Hochfilzen            | 4x7,5 km estafette    |             |
| 19.         | 15. januari 2015  | Ruhpolding            | 4x7,5 km estafette    |             |
| 20.         | 25. januari 2015  | Antholz               | 4x7,5 km estafette    |             |
| 21.         | 15. januari 2016  | Ruhpolding            | 4x7,5 km estafette    |             |
| 22.         | 12. maart 2016    | Oslo (WK)             | 4x7,5 km estafette    |             |
| 23.         | 11. januari 2017  | Ruhpolding            | 4x7,5 km estafette    |             |
| 24.         | 26 november 2017  | Östersund             | Gemengde estafette    |             |
| 25.         | 12. januari 2018  | Ruhpolding            | 4x7,5 km estafette    |             |